# 大斑石鱸
大斑石鱸（学名：Pomadasys maculatus），又稱斑雞魚，俗名雞仔魚、石鱸，為石鱸屬的一個種。其种加词“maculatus”意为“有斑块的”。

## 分布
本魚分布於印度西太平洋區，包括紅海、東非、南非、馬達加斯加、阿曼灣、模里西斯、塞席爾群島、馬爾地夫、斯里蘭卡、印度、緬甸、日本、中國沿海、泰國、馬來西亞、台灣、越南、菲律賓、印尼、澳洲、新幾內亞、帛琉等海域。

## 深度
水深20至110公尺。

## 特徵
本魚體呈銀黃色，上方較黃，下方較銀白；側線上方，背鰭基底下，有2列各為4至6塊的淺褐色斑塊。背鰭硬棘12至13枚、軟條13至14枚；臀鰭硬棘3枚、軟條7枚。側線鱗片數49至50枚。體長可達59公分。

## 生態
本魚棲息在沿岸具沙泥底質的海域，肉食性，以甲殼類、軟體動物、魚類為食。

## 經濟利用
大眾化的食用魚，適合紅燒或煮湯。